# Đại hội Đảng Cộng sản Việt Nam lần thứ IX
Đại hội Đảng Cộng sản Việt Nam lần thứ IX hay Đại hội đại biểu toàn quốc lần thứ IX của Đảng Cộng sản Việt Nam diễn ra từ ngày 19 đến ngày 22-4-2001 ở Hà Nội. Tham dự đại hội có tất cả là 1.168 đại biểu chính thức thay mặt cho 2.479.719 đảng viên cả nước.

## Bối cảnh lịch sử
Đại hội Đảng Cộng sản Việt Nam IX là đại hội đầu tiên trong thế kỉ XXI của Đảng, diễn ra trong bối cảnh đất nước đã trải qua việc thực hiện công cuộc Đổi mới được đề ra từ Đại hội Đảng Cộng sản Việt Nam VI hơn 15 năm và đạt được những thắng lợi to lớn, được nhân dân và quốc tế ủng hộ.

## Hoạt động
Đại hội đã tổng kết đánh giá, kiểm điểm 15 năm thực hiện đường lối đổi mới của Đại hội VI và 5 năm thực hiện Nghị quyết Đại hội VIII, đề ra chủ trương, nhiệm vụ nhằm kế thừa, phát huy những thành tựu, ưu điểm đã đạt được; điều chỉnh bổ sung, phát triển đường lối đổi mới để tiếp tục đưa sự nghiệp đổi mới của đất nước tiến lên trong thời đại mới.
Xuất phát từ đặc điểm tình hình đất nước và quốc tế, Đại hội khẳng định tiếp tục nắm vững hai nhiệm vụ chiến lược là xây dựng và bảo vệ Tổ quốc xã hội chủ nghĩa, đẩy mạnh công nghiệp hóa, hiện đại hóa đất nước. Đại hội cũng đã đề ra chiến lược phát triển kinh tế xã hội 10 năm (2001-2010). 

### Kế hoạch 5 năm 2001-2005
Xuất phát từ đặc điểm tình hình trong và ngoài nước Đại hội IX đề ra Kế hoạch 5 năm 2001-2005 và quyết định phương hướng, nhiệm vụ, mục tiêu kinh tế xã hội của Kế hoạch là:
- Đưa đất nước thoát khỏi tình trạng kém phát triển.
- Nâng cao rõ rệt đời sống vật chất và tinh thần nhân dân.
- Tạo nền tảng để đến năm 2020 Việt Nam cơ bản trở thành một nước công nghiệp theo hướng hiện đại.

### Hoạt động khác
Thông qua Báo cáo Chính trị.
Bầu Ban Chấp hành Trung ương mới gồm 150 Ủy viên chính thức (không có Ủy viên dự khuyết). Ban Chấp hành mới đã bầu Bộ Chính trị gồm 13 ủy viên, Ban Bí thư gồm 9 ủy viên. Nông Đức Mạnh làm Tổng Bí thư. Hủy bỏ chức danh Cố vấn Ban Chấp hành Trung ương.

## Ý nghĩa
Kế hoạch 5 năm 2001-2005 do Đại hội đề ra đã đạt nhiều thành tựu trên các lĩnh vực của sự nghiệp đổi mới:
- Phát triển kinh tế vẫn giữ được nhịp độ cao, những mục tiêu chủ yếu của kế hoạch hoàn thành vượt mức. Tổng sản phẩm trong nước tăng 8%/năm. Công nghiệp tăng nhanh. Cơ cấu kinh tế thay đổi, tỉ trọng công nghiệp và dịch vụ ngày càng tăng lên và tỉ trọng nông nghiệp giảm.
- Kinh tế đối ngoại phát triển. Bắt đầu đầu tư sang các nước khác nhất là Lào và Campuchia cũng như một số nước Châu Phi.
- Khoa học công nghệ, văn hóa xã hội phát triển.
- Chính trị xã hội, quốc phòng an ninh được củng cố, quan hệ đối ngoại được mở rộng.

## Hạn chế và khó khăn
- Kinh tế Việt Nam còn phát triển chưa vững chắc, lạc hậu, trình độ kém, thu nhập quốc dân, năng suất còn thấp, đời sống nhân dân khó khăn, tỉ lệ thất nghiệp và thiếu việc làm cao.
- Xã hội nảy sinh nhiều hiện tượng tiêu cực tham nhũng, lãng phí, buôn lậu và nhiều tiêu cực còn tồn tại trong nhà nước.
- Trình độ khoa học kĩ thuật kém không đáp ứng nhu cầu đất nước. Tình trạng chảy máu chất xám gia tăng.